# Förning
Förning var medhavd mat, bröd, bakverk eller dryck. I lokala traditioner i äldre tid var det bruk och skick att ta med förning till fest vid bröllop, barnsöl och begravning. Förningen bestod av kalasmat. Förningen lämnades in i förväg eller vid ankomsten. Blev det mat över efter festligheterna kunde gästerna få mat med sig hem igen, så kallad bakförning. 
Seden kring förpackningen i särskilda korgar med förningsdukar till täckelse utvecklades till starka bygdetraditioner. Förningskorgarna som användes i Skåne var höga, tunnformade och flätade av halm, medan korgarna i mellersta Sverige var låga och vida, sammanbundna av rötter eller flätade av pil och försedda med grepe. I Dalarna var förningskorgarna runda och vida med högre kanter än marknadskorgen (frukorg). 
Förningen motsvarar i viss mån den present som än idag medförs till värdinnan, när man är bjuden på fest som inte är av karaktären av kalas där present bör medföras till jubilarer och dylika. Numera brukar man även prata om knytkalas när gäster samlas med medhavd mat, avsedd för alla.